# Hohen Demzin
Hohen Demzin è un comune del Meclemburgo-Pomerania Anteriore, in Germania.
Appartiene al circondario (Kreis) di Rostock ed è parte della comunità amministrativa (Amt) di Mecklenburgische Schweiz.